# Sagra (genre)
Genre
Sagra  est un genre d'insectes coléoptères appartenant à la famille des chrysomèles que l'on trouve en Asie du Sud-Est, en Indonésie et en Océanie.

## Liste des sous-genres et espèces
Sous-genre Prosagra Crowson, 1946
- Sagra carbunculus Hope, 1842
- Sagra fulgida Weber, 1801
- Sagra humeralis Jacoby, 1904
- Sagra jansoni Baly, 1860
- Sagra mouhoti Baly, 1862
- Sagra odontopus Gistl, 1831

Sous-genre Sagra Fabricius, 1792
- Sagra femorata (Drury, 1773) ou Chrysomèle grenouille du Laos[1]
- Sagra longicollis Lacordaire, 1845

Sous-genre Tinosagra Weise, 1905
- Sagra tristis Fabricius, 1798
- Sagra buqueti (Lesson, 1831)
- Sagra formosa
- Sagra papuana Jacoby, 1889
- Sagra purpurea Lichtenstein, 1795
- Sagra rugulipennis Weise
- Sagra speciosa